# Frunsenskoje (Kaliningrad)

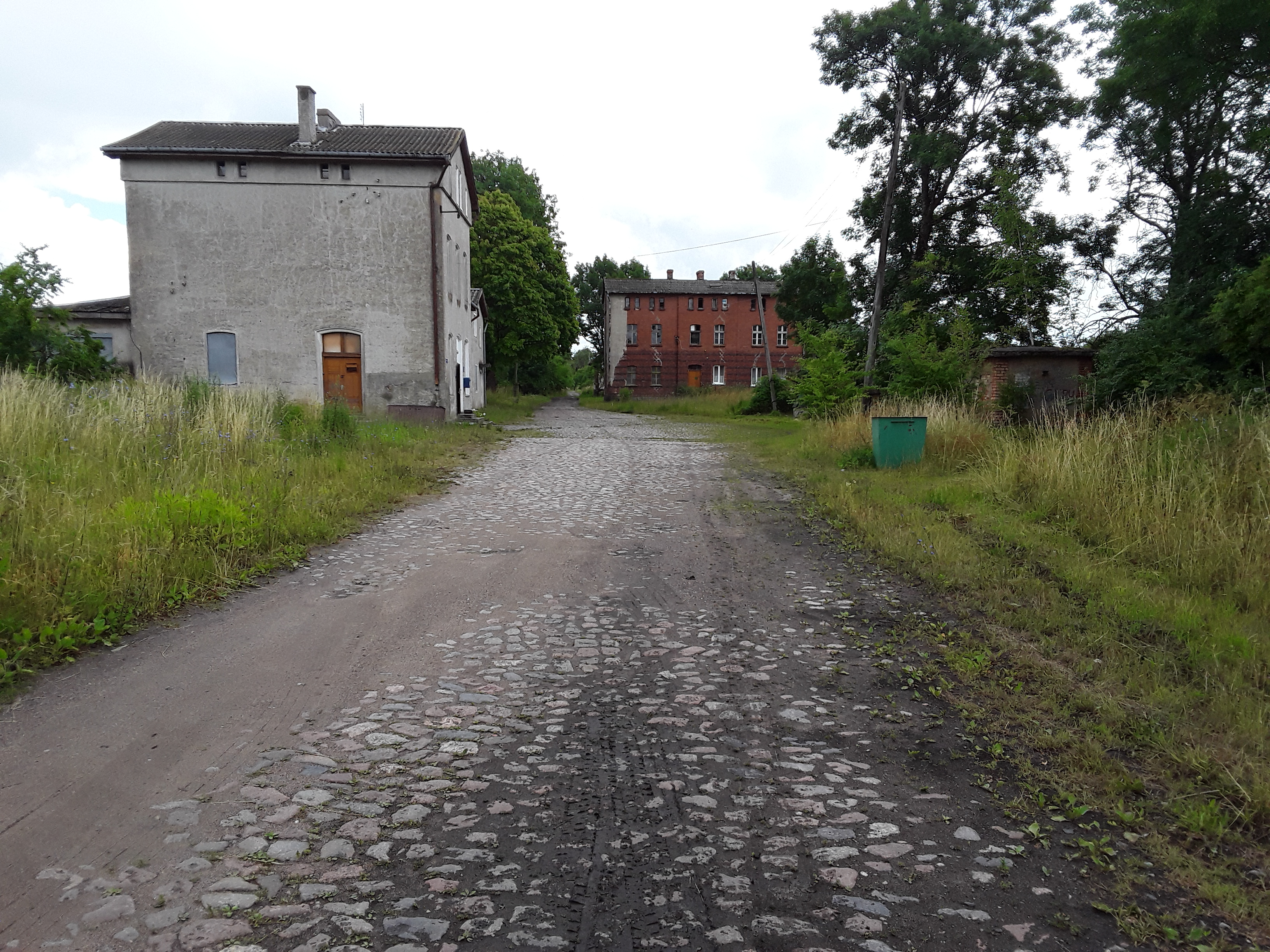
Bokellen: Bahnhof und früheres Postgebäude (hinten)

Frunsenskoje (russisch Фрунзенское, deutsch Bokellen) ist ein Ort im Nordosten des Rajon Prawdinsk der russischen Oblast Kaliningrad. Er gehört zur kommunalen Selbstverwaltungseinheit Stadtkreis Prawdinsk.

## Geografische Lage
Frunsenskoje liegt am rechten Ufer des Flusses Borodinka (dt. Ilme) 36 Kilometer nordöstlich der Rajonshauptstadt Prawdinsk und etwa 25 Kilometer südwestlich der Stadt Tschernjachowsk.

## Verkehr
Nach Frunsenskoje führt von Osten die Regionalstraße 27A-048, die in Sadowoje von der Regionalstraße 27A-044 (ex  A 197) abzweigt. In Richtung Westen führt die Kommunalstraße 27K-137, die in Perewalowo die Regionalstraße 27A-027 (ex R 508) erreicht. Diese Kommunalstraße bietet auch einen weiteren Weg nach Osten und erreicht nach sechs Kilometern die Regionalstraße 27A-047, welche in Wolodarowka auf die Regionalstraße 27A-044 trifft. Nach Norden führt die Kommunalstraße 27K-138 in ein Militärgelände im Waldgebiet Les Frunsenski (hier der ehemalige Forst Kranichbruch).
Bis zum Jahr 2001 war Frunsenskoje Bahnstation an der Bahnstrecke Tschernjachowsk–Schelesnodoroschny.

## Geschichte
Erstmals urkundlich wurde Bokellen im Jahre 1719 erwähnt. Wenige Jahre vorher war es auf einem gerodeten Waldstück der Astrawischkenschen Wildnis entstanden und gehörte zum Gut Neu Astrawischken (später Ortsteil von Astrawischken). Außer den Bauernstellen gab es hier ein Vorwerk, das man ab 1787 als „Bokellen“ bezeichnete.
Durch Heirat kamen Neu Astrawischken und Bokellen im 18. Jahrhundert an die Familie von Saucken, von der es 1801 Friedrich von Farenheid auf Klein Gnie kaufte. Danach wechselten die Besitzer noch öfter, 1844 schließlich gelangte der Besitz von damals 334 Hektar an Anton von Below. Nach ihm erwarb Friedrich Steputat in der Mitte des 19. Jahrhunderts das Gut.
Am 9. April 1874 war Bokellen einer von fünf Gutsbezirken bzw. Landgemeinden, die den neu errichteten Amtsbezirk Astrawischken bildeten. Dieser gehörte bis 1945 zum Landkreis Gerdauen im Regierungsbezirk Königsberg der preußischen Provinz Ostpreußen.
Am 29. April 1887 wurde eine von der neuen Bahnlinie abgeschnittene Fläche der benachbarten Landgemeinde Klein Potauern von 37,6 Hektar in den Gutsbezirk Bokellen eingegliedert, und im Jahre 1910 betrug die Gesamteinwohnerzahl von Bokellen 339. Am 30. September 1928 dann schlossen sich die Landgemeinde Klein Potauern und der Gutsbezirk Bokellen zur neuen Landgemeinde Bokellen zusammen. So stieg die Einwohnerzahl bis 1933 auf 374 und betrug 1939 schon 382.
Ende Januar 1945 wurde Bokellen von der Roten Armee eingenommen, nachdem zuvor noch ein Teil der Bevölkerung in Güterwaggons in Richtung Pommern geflüchtet war. Das Gutshaus wurde bei der Eroberung zerstört. Letzter Hausherr war Ringaud Steputat, der am 3. April 1945 bei Danzig fiel.
Im Jahr 1947 erhielt der Ort Bokellen den Namen Frunsenskoje – benannt nach der Herkunft der Neusiedler – und wurde zentraler Ort des Dorfsowjets Frunsenski. Der Ort gehörte zunächst zum Rajon Schelesnodoroschny und kam nach dessen Auflösung Ende 1962 zum Rajon Prawdinsk. Im Jahr 2004 wurde Frunsenskoje in die Landgemeinde Mosyrskoje selskoje posselenije eingegliedert.
Eine Vielzahl von Gebäuden, wie die ehemalige Post, das alte Gasthaus und der Bahnhof des alten Bokellen sind heute noch, wenn auch teils in sehr schlechtem Zustand, erhalten.

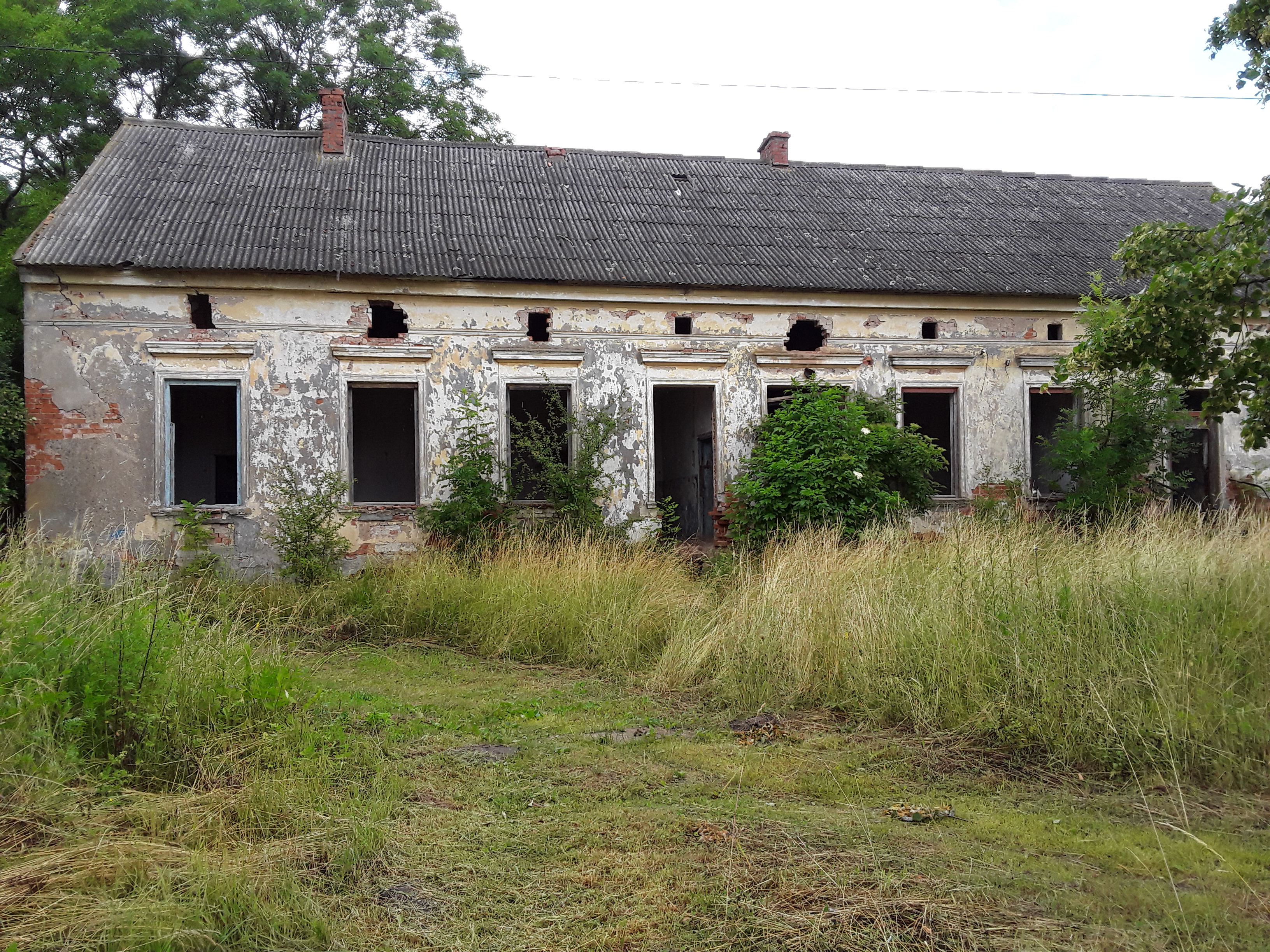
Bokellen: ehemaliger Gasthof

### Frunsenski selski Sowet/okrug 1947–2004
Der Dorfsowjet Frunsenski selski Sowet (ru. Фрунзенский сельский Совет) wurde im Juni 1947 zunächst im Rajon Prawdinsk eingerichtet. Im Juli 1947 wurde er dann in den neu gebildeten Rajon Schelesnodoroschny eingeordnet. Nach der Auflösung dieses Rajons Ende 1962 gelangte der Dorfsowjet (wieder) in den Rajon Prawdinsk. Nach dem Zerfall der Sowjetunion bestand die Verwaltungseinheit als Dorfbezirk Frunsenski selski okrug (ru. Фрунзенский сельский округ, Frunsenski selski okrug). Ende 2004 wurden im Rahmen der kommunalen Selbstverwaltung die verbliebenen vier Orte des Dorfbezirks in die neu gebildete Landgemeinde Mosyrskoje selskoje posselenije eingegliedert.
| Ortsname                    | Name bis 1947/50                            | Bemerkungen |
| --------------------------- | ------------------------------------------- | --- |
| Dalneje (Дальнее)           | Gomischken, 1938–1945 „Gomingen“            | Der Ort wurde 1950 umbenannt und vor 1975 verlassen. |
| Donskoje (Донское)          | Karolinen                                   | Der Ort wurde 1950 umbenannt und vor 1975 verlassen. |
| Frunsenskoje (Фрунзенское)  | Bokellen                                    | Verwaltungssitz |
| Jurowo (Юрово)              | Juganeusaß, 1938–1945 „Odertal“             | Der Ort wurde 1950 umbenannt und vor 1975 verlassen. |
| Krasnoje (Красное)          | Astrawischken, 1938–1945 „Astrau“           | Der Ort wurde 1947 (als Groß Astrawischken) umbenannt. |
| Lasarewo (Лазарево)         | Grüntann                                    | Der Ort wurde 1950 umbenannt. |
| Molodzowo (Молодцово)       | Kiauken, 1938–1945 „Kauken“                 | Der Ort wurde 1950 umbenannt und vor 1988 verlassen. |
| Morosowka (Морозовка)       | Klein Astrawischken, 1938–1945 „Ilmengrund“ | Der Ort wurde 1947 umbenannt und vor 1975 an den Ort Krasnoje angeschlossen.                                                                                               |
| Perekrjostki (Перекрёстки)  | Groß Potauern                               | Der Ort wurde 1947 umbenannt und vor 1988 verlassen. |
| Pereleski (Перелески)       | Gräbenswalde                                | Der Ort wurde 1947 umbenannt und vor 1975 verlassen. |
| Solowjowo (Соловьёво)       | Klein Potauern                              | Der Ort wurde 1947 umbenannt und vor 1975 an den Ort Frunsenskoje angeschlossen.                                                                                           |
| Sowjetskoje (Советское)     | Warlin                                      | Der Ort wurde 1950 umbenannt und vor 1975 verlassen. |
| Tschaikowskoje (Чайковское) | Lugowen, 1938–1945 „Großlugau“              | Der Ort wurde 1950 umbenannt. |
| Tschudskoje (Чудское)       |                                             | Der Ortsname taucht im Umbenennungserlass von 1950 auf; als deutscher Name wird dort „Kljaukend“ angegeben. Falls es diesen Ort wirklich gab, wurde er vor 1975 verlassen. |
| Tumanowo (Туманово)         | Reimerischken, 1938–1945 „Reimershof“       | Der Ort wurde 1950 umbenannt und vor 1975 verlassen. |

## Kirche
Die überwiegend evangelische Bevölkerung Bokellens war bis 1945 in das Kirchspiel Muldszen/Muldschen (1938–1945 Mulden, seit 1947: Perewalowo) eingepfarrt. Es gehörte zum Kirchenkreis Gerdauen (russisch: Schelesnodoroschny) innerhalb der Kirchenprovinz Ostpreußen der Kirche der Altpreußischen Union. Der letzte deutsche Geistliche war Pfarrer Theodor Eicke.
Heute liegt Frunsenskoje innerhalb der Kirchenregion Tschernjachowsk, die zur evangelisch-lutherischen Propstei Kaliningrad gehört. Sie wurde ebenso wie alle Gemeinden in der Oblast Kaliningrad in den 1990er Jahren gegründet und ist der Evangelisch-Lutherischen Kirche Europäisches Russland (ELKER) zugeordnet.

## Persönlichkeiten des Ortes
- Wilhelm Steputat (* 29. Februar 1868 in Bokellen; † 1. Januar 1941), deutscher Schriftsteller, Jurist und Politiker
- Dieter Otto Berschinski (* 1941 in Bokellen), deutscher Maler und Graphiker